# Солунски фронт
Солунският фронт, наричан понякога Македонски фронт, също и Южен фронт за България, е сред театрите на бойните действия по време на Първата световна война.
Създава се при опита на Антантата да подпомогне Кралство Сърбия през есента на 1915 година срещу комнибинираното настъпление на Германия, Австро-Унгария и Царство България срещу нея. Експедицията закъснява и с недостиг на сили не успява да предотврати крушението на Сърбия, и е допълнително усложнена от вътрешното положение в Гърция, т.нар. Национален разкол. По-късно фронтът се стабилизира благодарение на нерешителността и на нежеланието за окончателно елиминиране на военните сили на Антантата на Балканите от страна на Централните сили, на некомпетентността на Единното върховно немско командване на войските на Централните сили, както и на политиката на държавното ръководство на Германия (кайзер Вилхелм II) спрямо Гърция. 
Фронтът се установява от адриатическото крайбрежие на Албания до устието на река Струма, поставяйки мултинационални Съюзнически сили срещу Българската армия, която в различни периоди е подкрепяна от малки единици от другите Централни сили. Македонският фронт остава стабилен, въпреки незначителни локални действия, до Съюзническата офанзива от септември 1918 година, която принуждава България да капитулира и в крайна сметка Сърбия се освобождава.

## Предистория
След пълния разгром на сръбската армия и овладяването на цялата територия на Сърбия от войските на Централните сили в сръбската кампания през 1915, настъплението на юг към гръцка територия е спряно на сръбско-гръцката граница в Македония от Единното върховно немско командване. Военни основания за продължаване на офанзивата на юг има – неутрална Гърция в лицето на министър-председателя Елефтериос Венизелос е предоставила плацдарм на гръцка територия за стоварване на войски на Антантата, които осъществяват неуспешен опит да измъкнат сръбската армия от „чувала“ в който се озовава на Косово поле след началото на сръбската кампания на войските на Централните сили.
Устремът за военно напредване на юг на силите на Централните сили след разгрома на дебаркиралите и развърнали се от гръцка територия в Македония англо-френски части е спрян по политически причини. Гръцкият крал Константинос I е шурей на кайзер Вилхелм II (женен е за сестрата на кайзера София Хоенцолерн) и германските управляващи политически кръгове налагат и на военните решението настъплението на войските на Централните сили да бъде спряно на гръцката граница с цел да не се влоши вътрешно-политическото положение на крал Константин I, който е привърженик на военното обвързване на Гърция с Германия.

## Название
Фронтът е наименован Солунски, т.к. войските на Антантата на този фронт имат за своя база град Солун, който след Балканската война е в рамките на неутрална официално Гърция. Понякога фронтът се отъждествява и обозначава с името на областта Македония, на територията на която се водят основните сражения по време на войната, като се ползва и името Македонски.

## Значение
Значението на фронта не е първостепенно, но някои политически и военни дейци като британският политик Уинстън Чърчил и френските военни генерали Морис Сарай и Луи Франше д'Еспере от страна на Антантата му отдават важно стратегическо значение.
Васил Радославов в своите мемоари пише, че в Единното върховно немско командване някои генералщабни офицери са считали за нужно поддържането на този фронт, т.к. на него са струпани значителни военни сили на Антантата, а пък българската войска без конкретна и понятна цел (каквато е била националното обединение) е небоеспособна, като същевременно и България съгласно съюзническите си задължения не е могла да бъде ангажирана в други военни кампании на Централните сили.

## Военни действия
На 15 октомври 1915 година като част от Сръбската кампания на Централните сили две български армии настъпват и и отблъсткат сръбските части, навлизайки в долината на Южна Морава край Враня до 22 октомври 1915 година. Българските части завземат Куманово, Щип и Скопие и предотвратяват пътя за отстъпление на Сръбската армия към гръцката граница и Солун. Маршал Путник командва пълно сръбско отстъпление в югозападна посока през Черна Гора и в Албания като едва 125000 сръбски войници достигат Гърция. 
В хода на бойните действия през трите години от съществуването на Солунския фронт, на него се разиграват едни от най-тежките и кръвопролитни сражения на Първата световна война.

### 1917 година
До пролетта на 1917 година Съюзническата армия на генерал Сарай е подсилена до 24 дивизии (6 френски, 6 сръбски, 7 британски, 1 италианска, 3 гръцки и 2 руски бригади). Планирана е офанзива за края на април, но първоначалното настъпление се проваля със значителни жертви и е спряно на 21 май. За да наложат повече натиск върху роялисткото правителство в Атина, Венизелистите и Антантата окупират Тесалия и Коринтския провлак, разделяйки държавата. След опит да окупират Атина със сила, което предизвиква реакцията на местните роялистки части и завършва с фиаско през декември, т. нар. Ноемвриана, когато Антантата налага морска блокада на все още лоялната на Крал Константинос I Южна Гърция. Това довежда до тежко положение на хората там и шест месеца по-късно през юни Венизелистите излагат списък с шест условия, довеждайки до абдикацията на краля, който е наследен на 14 юни от сина си Александрос I, и в крайна сметка държавата е унифицирана под властта на Венизелос. Новото правителство незабавно обявява война на Централните сили и създава нова армия.

### Пробив на фронта 1918 година

#### Разположение на войските в средата на септември

##### Централни сили
| Боен ред: Група армии „Шолц“ (Генерал от артилерията Фридрих фон Шолц) | Боен ред: Група армии „Шолц“ (Генерал от артилерията Фридрих фон Шолц) | Боен ред: Група армии „Шолц“ (Генерал от артилерията Фридрих фон Шолц) | Боен ред: Група армии „Шолц“ (Генерал от артилерията Фридрих фон Шолц) | Боен ред: Група армии „Шолц“ (Генерал от артилерията Фридрих фон Шолц) | Боен ред: Група армии „Шолц“ (Генерал от артилерията Фридрих фон Шолц) |
| ---------------------------------------------------------------------- | ---------------------------------------------------------------------- | ---------------------------------------------------------------------- | ---------------------------------------------------------------------- | ---------------------------------------------------------------------- | ---------------------------------------------------------------------- |
| Армия                                                                  | Командир                                                               | Корпус                                                                 | Командир                                                               | Дивизии                                                                |                                                                        |
| Единадесета армия                                                      | генерал от пехотата Куно фон Щойбен                                    | LXI. корпус                                                            | ген-лейт. Фридрих Флек                                                 | 1-ва, 6-а и смесени български дивизии                                  |                                                                        |
|                                                                        |                                                                        | LXII. корпус                                                           | ген-лейт. Карл Сурен                                                   | 302-ра германска дивизия, 4-та, 2-ра и 3-та български дивизии          |                                                                        |
| Първа армия                                                            | ген-лейт. Стефан Нерезов                                               |                                                                        |                                                                        | 5-а планинска, 9-а пехотна дивизии и 1/11 пехотна бригада              |                                                                        |

| Боен ред: Българското висше командване (ген-лейт. Георги Тодоров) | Боен ред: Българското висше командване (ген-лейт. Георги Тодоров) | Боен ред: Българското висше командване (ген-лейт. Георги Тодоров) | Боен ред: Българското висше командване (ген-лейт. Георги Тодоров) | Боен ред: Българското висше командване (ген-лейт. Георги Тодоров) | Боен ред: Българското висше командване (ген-лейт. Георги Тодоров) |
| ----------------------------------------------------------------- | ----------------------------------------------------------------- | ----------------------------------------------------------------- | ----------------------------------------------------------------- | ----------------------------------------------------------------- | ----------------------------------------------------------------- |
| Армия                                                             | Командир                                                          | Корпус                                                            | Командир                                                          | Дивизии                                                           |                                                                   |
| Втора армия                                                       | ген-лейт. Иван Луков                                              |                                                                   |                                                                   | 11-а, 7-а и 8-а български пехотни дивизии                         |                                                                   |
| Четвърта армия                                                    | ген-лейт. Стефан Тошев                                            |                                                                   |                                                                   | 10-а българска пехотна дивизия и 2-ра кавалерийска дивизия        |                                                                   |

##### Антанта
| Боен ред: Съглашенска Източна армия (генерал Луи Франше д'Еспере) | Боен ред: Съглашенска Източна армия (генерал Луи Франше д'Еспере) | Боен ред: Съглашенска Източна армия (генерал Луи Франше д'Еспере) | Боен ред: Съглашенска Източна армия (генерал Луи Франше д'Еспере) | Боен ред: Съглашенска Източна армия (генерал Луи Франше д'Еспере)                                                                    | Боен ред: Съглашенска Източна армия (генерал Луи Франше д'Еспере) |
| ----------------------------------------------------------------- | ----------------------------------------------------------------- | ----------------------------------------------------------------- | ----------------------------------------------------------------- | --- | ----------------------------------------------------------------- |
| Армия                                                             | Командир                                                          | Корпус                                                            | Командир                                                          | Дивизии |                                                                   |
| Френска източна армия                                             | генерал Пол Анри                                                  |                                                                   |                                                                   | 30-а, 76-а, 57-а, 156-а френски пехотни дивизии, 35-а италианска и 11 френска колониална дивизии, 3-та и 4-та гръцки пехотни дивизии |                                                                   |
| Сръбска армия                                                     | маршал Живоин Мишич                                               | I сръбски корпус и един батальон                                  | маршал Петър Бойович                                              | Моравска, Дунавска и Дринска пехотни дивизии, кавалерийска дивизия и прилепски батальон                                              |                                                                   |
| Сръбска армия                                                     | маршал Живоин Мишич                                               | II сръбски корпус и две френски дивизии                           | маршал Степа Степанович                                           | Шумадийска, Югославска (прекръстена Вардарска) и Тимошка пехотни дивизии, 122-ра френска и 17-а колониална пехотни дивизии           |                                                                   |
| 1-ва група дивизии                                                | генерал Филип д'Анселме                                           |                                                                   |                                                                   | 16-а френска колониална дивизия, Архипелагска гръцка и 27-а британска пехотни дивизии                                                |                                                                   |
| Британска солунска армия                                          | генерал Джордж Милн                                               | XII корпус                                                        | ген-лейт. Хенри Уилсън                                            | 22-ра и 26-а британски пехотни дивизии, Сярска гръцка дивизия                                                                        |                                                                   |
| Британска солунска армия                                          | генерал Джордж Милн                                               | XVI корпус                                                        | ген-лейт. Чарлз Бригс                                             | 28-а британска и Критска гръцка дивизии                                                                                              |                                                                   |
| Гръцка армия                                                      | ген-лейт. Панайотид Данглис                                       | I гръцки корпус                                                   | ген-лейт. Леонидас Параскевопулос                                 | 1-ва, 2-ра и 13-а гръцки пехотни дивизии                                                                                             |                                                                   |
| Гръцка армия                                                      | ген-лейт. Панайотид Данглис                                       | II гръцки корпус                                                  | ген-лейт. Константинос Милиотис – Комнинос                        | Ксантийска и 14-а пехотна гръцки дивизии                                                                                             |                                                                   |
| Гръцка армия                                                      | ген-лейт. Панайотид Данглис                                       | 9-а гръцка пехотна дивизия (тренировъчна)                         |                                                                   | |                                                                   |

## Военно-политически последствия от пробива

### Състояние по фронтовете през 1918
През лятото на 1918 г. и Съглашението и Централните сили имат големи военни планове за всички фронтове. През тази година отпада Източния фронт с Русия и Румъния от войната, но на страната на Антантата застават твърдо Съединените щати. В Германия управляващите считат, че с прехвърлените източни армии на Западния фронт, посредством един концентриран удар в съединителното звено между английската и френската армии (сектора между Арас и Сент-Кантиен), фронтът ще се разкъса и пътят към Париж ще бъде открит. Въпреки старанието и огромните жертви от германска страна този фронт не се разкъсва, а съглашенските армии само се огъват. Нещо повече – през юли Антантата започва контраофанзива на този фронт срещу Германия. През август съглашенските войски започват военни операции със застрашителен характер в Палестина срещу Османската империя, а през септември се слага началото и на офанзивата срещу България на Солунския фронт.

### Военна загуба
Първата световна война е военно загубена от Централните сили и Германия с пропадане усилията за пробив на Западния фронт през лятото на 1918 г. На 8 август се установява, че германските армии са загубили всичките си придобивки от петте офанзиви, проведени от март до юли. У немския главнокомандващ Хинденбург, както и у неговия заместник Лудендорф настъпва трагичен прелом. И двамата са на мнение, че войната на фронта е загубена. Самият Лудендорф нарича по-късно този ден (8 август 1918) „най-черния за германската армия в световната война“. На 13 август Хинденбург свиква в главната си квартира в Спа политическо съвещание, на което военното командване на Райха прави на политическото ръководство на империята откровението, че „германската армия не е в състояние да сломи противника с офанзивни действия, а с отбранителни действия войната не може да бъде спечелена“. На следващия ден, (14 август 1918) в Берлин заседава коронният съвет под председателството на кайзера. Решава се, да се търсят пътища за сключване на примирие.
Пробивът при Добро поле на Солунския фронт е закономерна военна развръзка и следствие от изначалната геополитическа загуба на войната от страна на Германия, чийто военен крах се слага с провала на лятната немска военна офанзива на Западния фронт през 1918 г. Излизането на България от Първата световна война единствено ускорява необратимия процес към капитулация на страните от Централните сили. В случая той е безусловен. Развръзката е обусловена от ограничените ресурси на страните от Централните сили, както и от влизането на Съединените щати във войната на страната на Антантата.

### Политически последствия
Геополитически Централните сили и Германия губят инициативата със загубата в битката на Марна, а впоследствие това води и до загуба на войната. Провалът на плана Шлифен превръща войната за страните от Центраните сили в позиционна и в такава на изтощение, която те с ограничените си ресурси не могат да спечелят. Излизането на Русия от войната е компенсирано за Антантата от включването на Съединените щати. Войната на изтощение се губи от по-слабия противник – в случая Централните сили са неравностойни на воюващите срещу тях 27 страни, включително колониалните империи на Британия и Франция с доминионите им.
Рухването на Солунския фронт с последвалото излизане на България от войната води до бързото и поетапно отпадане от войната на Османската империя, Австро-Унгария и Германия. Войната е загубена от Централните сили, но рухването на Солунския фронт води до безусловна капитулация с неизбежните в този случай геополитически последствия – налагане на тежки и неприемливи условия на загубилите я страни. Версайската система от договори, изготвена под диктовката на реваншистки настроената Франция, е в основата на избухването на Втората световна война.

## Български военни паметници за Първата световна война на Солунския фронт
През войната и след това се изграждат редица военни гробища, военни чешми и други военни паметници, свързани с българското участие в Първата световна война на Солунския фронт. Следната карта представя част от тях:

## Послеслов
По време на Втората световна война германското политическо и военно ръководство е отчело грешката си с отварянето на Солунския фронт през Първата световна война. За ликвидирането още в зародиш на сходни с времето на Първата световна война военни и политически процеси в Гърция спрямо силите на Оста, е приведена в действие операция Марита.